# Wolfsegg (Oberpfalz)

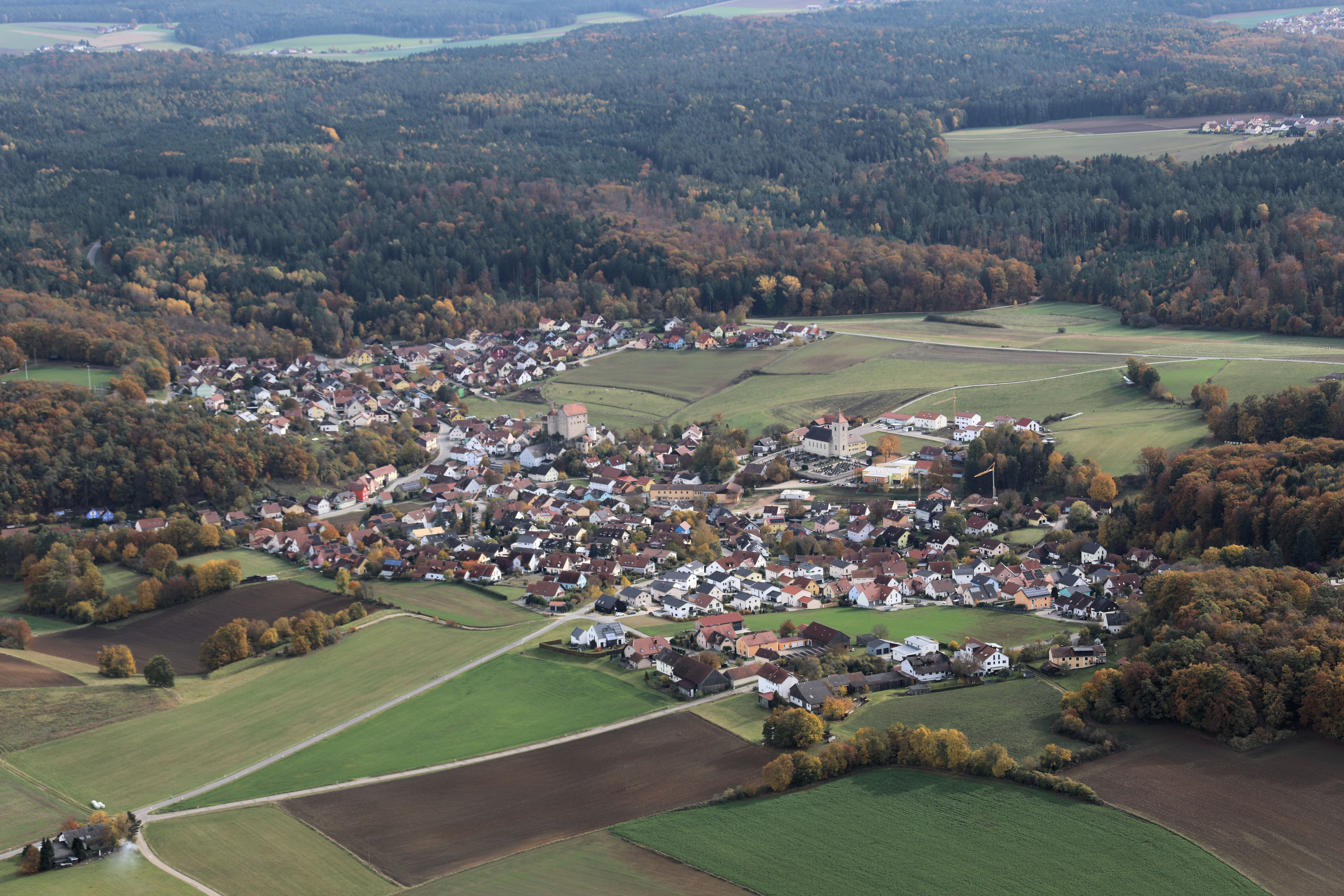
Wolfsegg (2023)

Wolfsegg ist eine Gemeinde im Oberpfälzer Landkreis Regensburg und Sitz der Verwaltungsgemeinschaft Pielenhofen-Wolfsegg.

## Geografie

### Geografische Lage
Das Pfarrdorf Wolfsegg liegt etwa 13 Kilometer nordwestlich von Regensburg. Die Kreisstraße R 38 durchquert die Gemeinde und den Kernort in Nordwest-Südost-Richtung.

### Gemeindegliederung
Es gibt zwölf Gemeindeteile (in Klammern ist der Siedlungstyp angegeben):
- Grabenhäuser (Weiler)
- Hermannstetten (Weiler)
- Hohenwarth (Dorf)
- Käfersdorf (Einöde)
- Krippersberg (Einöde)
- Oel (Einöde)
- Sachsenhofen (Weiler)
- Sillen (Dorf)
- Stetten (Dorf)
- Teufelschlag (Einöde)
- Wall (Kirchdorf)
- Wolfsegg (Pfarrdorf)

Es gibt nur die Gemarkung Wolfsegg.

## Geschichte

### Bis zur Gemeindegründung
Die erste Erwähnung des Ortes findet man in einer Urkunde vom 24. August 1351, mit der ein Wolf von Wolfseck und seine Frau Osann eine Schenkung an die Kallmünzer Pfarrgemeinde machen. Auch in dem Verkaufsvertrag der Margaretha Wolf und ihres Gatten Ulrich von Lichteneck vom 10. März 1367 an Ulrich I. von Laaber und seinen Vetter Hadamar IV. von Laaber findet man die Bezeichnung ... unser vestt Wolfsekk. In der Folgezeit wurde der Ort als Wolfsek (1378), Wolfsekk (1380), Wolfsegk (1470), Wolfsegkh (1495), Wolfegg (1708) und 1800 schließlich in der heute gültigen Schreibweise bezeichnet. Erbauer der Burg Wolfsegg war Bruno (Praun) Wolf von Schönleiten. Besitznachfolger der Burg und der Hofmark Wolfsegg waren neben Familienmitgliedern der Wolfs weitere acht adelige Familien, deren letzte die Grafen von Oberndorff waren. Mit Notariatsvertrag vom 26. Januar 1886 wurde die Burg Wolfsegg durch Karl Alexander Ignaz Franz Graf von Oberndorff der Gemeinde geschenkt, nachdem zuvor alle zur Burg gehörenden Grundstücke verkauft worden sind.
Die Gegend um Wolfsegg mitsamt dem Schwaighauser Forst fiel nach dem Aussterben der Herren von Pettendorf im Jahre 1119 über die Erbtochter Heilika an die Wittelsbacher. Nach der Wittelsbachschen Erbteilung von 1329 verblieb Wolfsegg bei dem Herzogtum Oberbayern und der Wittelsbacher Linie Bayern-München. Nach dem Landshuter Erbfolgekrieg kam es 1505 an die neu gegründete Pfalzgrafschaft Pfalz-Neuburg und machte die Einführung der Reformation durch das Religionsmandat vom 22. Juni 1542 des Herzogs Ottheinrich mit. Diese Periode dauerte bis 1613, damals trat Pfalzgraf Wolfgang Wilhelm wieder zum katholischen Glauben über und die Bevölkerung musste nach dem Cuius regio, eius religio dem Landesherrn bei dem Religionswechsel folgen. Im Laufe des Dreißigjährigen Krieges verlor Wolfsegg die meisten seiner Höfe, von 14 waren nur mehr zwei Mannschaften übrig, davon ein Leonhard Klingshirn, „ein alter schadhafter Mann“, und Andre Scherer auf dem Heimergütl; merkwürdigerweise überlebte aber die Burg diese Zeiten ohne Beschädigungen. Erst Ende des 17. Jahrhunderts war wieder ein Großteil der Höfe bewirtschaftet. 1805 wurde Wolfsegg in das Königreich Bayern eingegliedert. Wolfsegg bestand damals aus der Hofmark und aus Neu- bzw. Kleinwolfsegg; letzteres bezieht sich auf die seit 1675 beginnende Gründung neuer Höfe außerhalb der Hofmark, deren Besitzer abgabepflichtig zum Kastenamt Burglengenfeld waren. Die neuen Häuser lagen vorwiegend am heutigen Forstberg. Die politische Gemeinde Wolfsegg entstand im Jahr 1818.

### Gebietsveränderungen
1945/46 trat die Gemeinde Wolfsegg die beiden Orte Biersackschlag und Kleinduggendorf (den links der Naab gelegenen Teil von Duggendorf) an die Gemeinde Duggendorf ab.
Im Zuge der Gebietsreform in Bayern wurde am 1. Januar 1971 die Gemeinde Heitzenhofen eingegliedert. Am 1. Mai 1978 wurde ein Gebiet mit den Gemeindeteilen Heitzenhofen, Judenberg, Schwarzhöfe, Weihergut und Zündergut und etwa 200 Einwohnern an die Nachbargemeinde Duggendorf abgetreten.
Zum 1. Oktober 2009 wurde eine 7.877.758 Quadratmeter große Teilfläche des aufgelösten gemeindefreien Gebiets Schwaighauser Forst eingegliedert.

#### Verwaltungsgemeinschaft
Am 1. Mai 1978 wurde die Verwaltungsgemeinschaft Pettendorf, bestehend aus Pielenhofen, Pettendorf und Wolfsegg mit Sitz in Pettendorf, gegründet. Am 1. Januar 2002 wurde Pettendorf aus dieser Verwaltungsgemeinschaft entlassen und bildet seither eine Einheitsgemeinde. Der Verwaltungssitz der verbliebenen Gemeinschaft Pielenhofen-Wolfsegg wurde nach Wolfsegg verlegt.

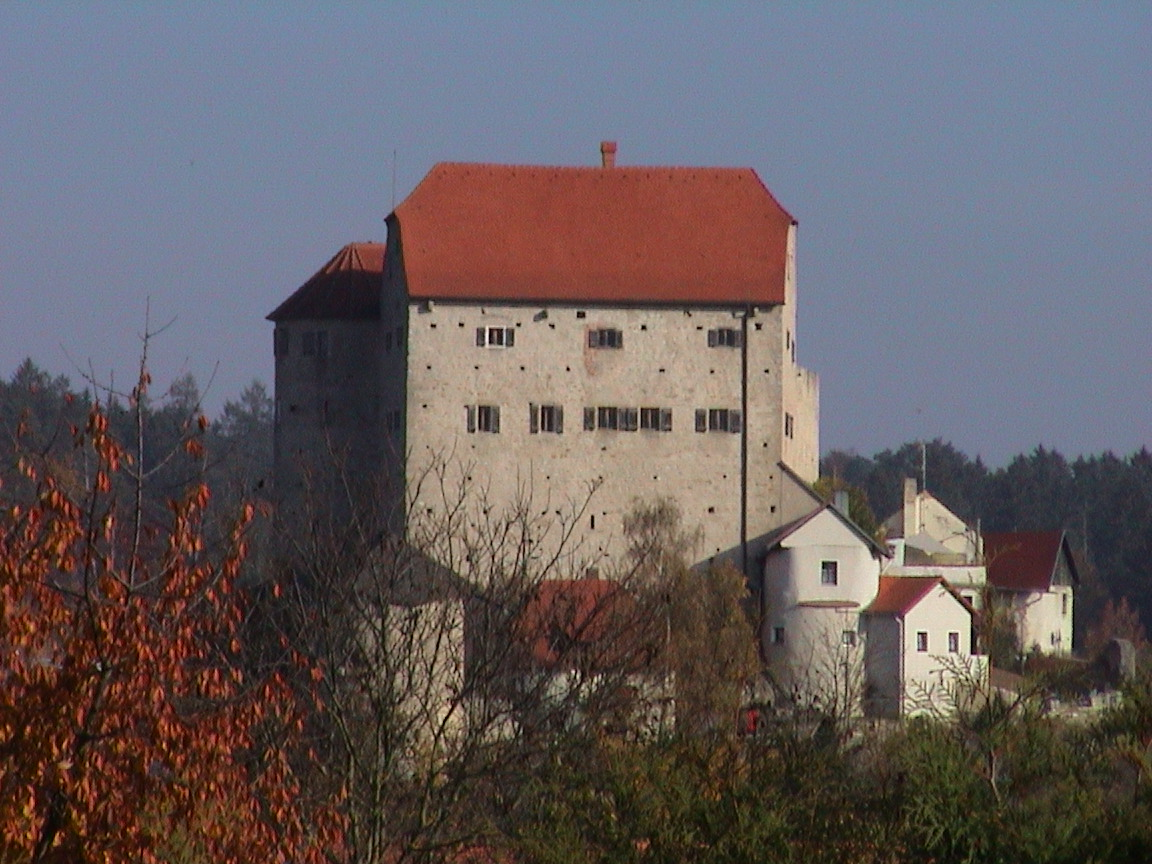
Burg Wolfsegg
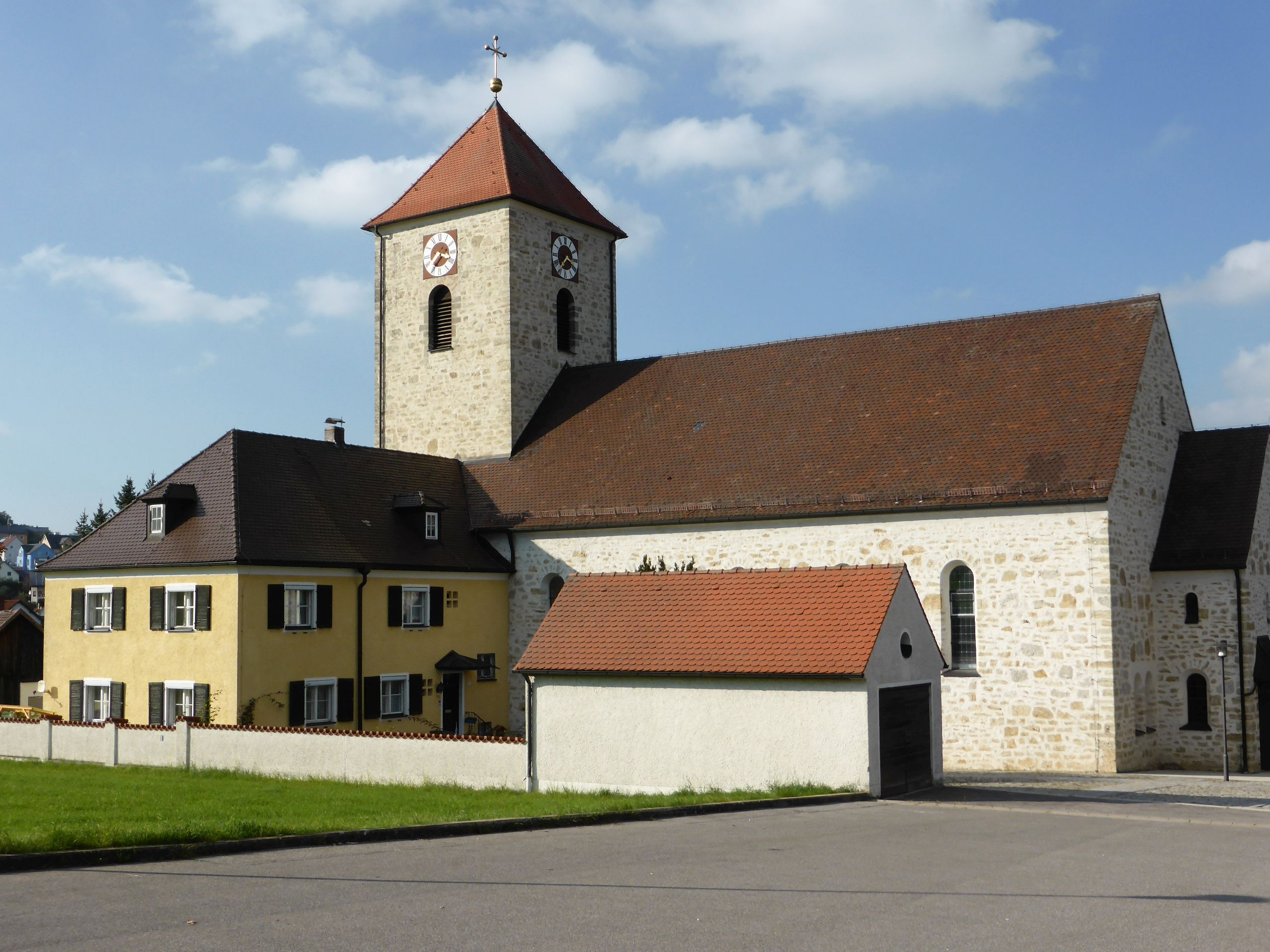
Pfarrkirche Christkönig Wolfsegg
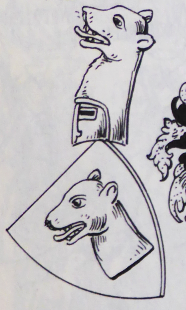
Wappen der Oberpfälzer Adelsfamilie der Wolf
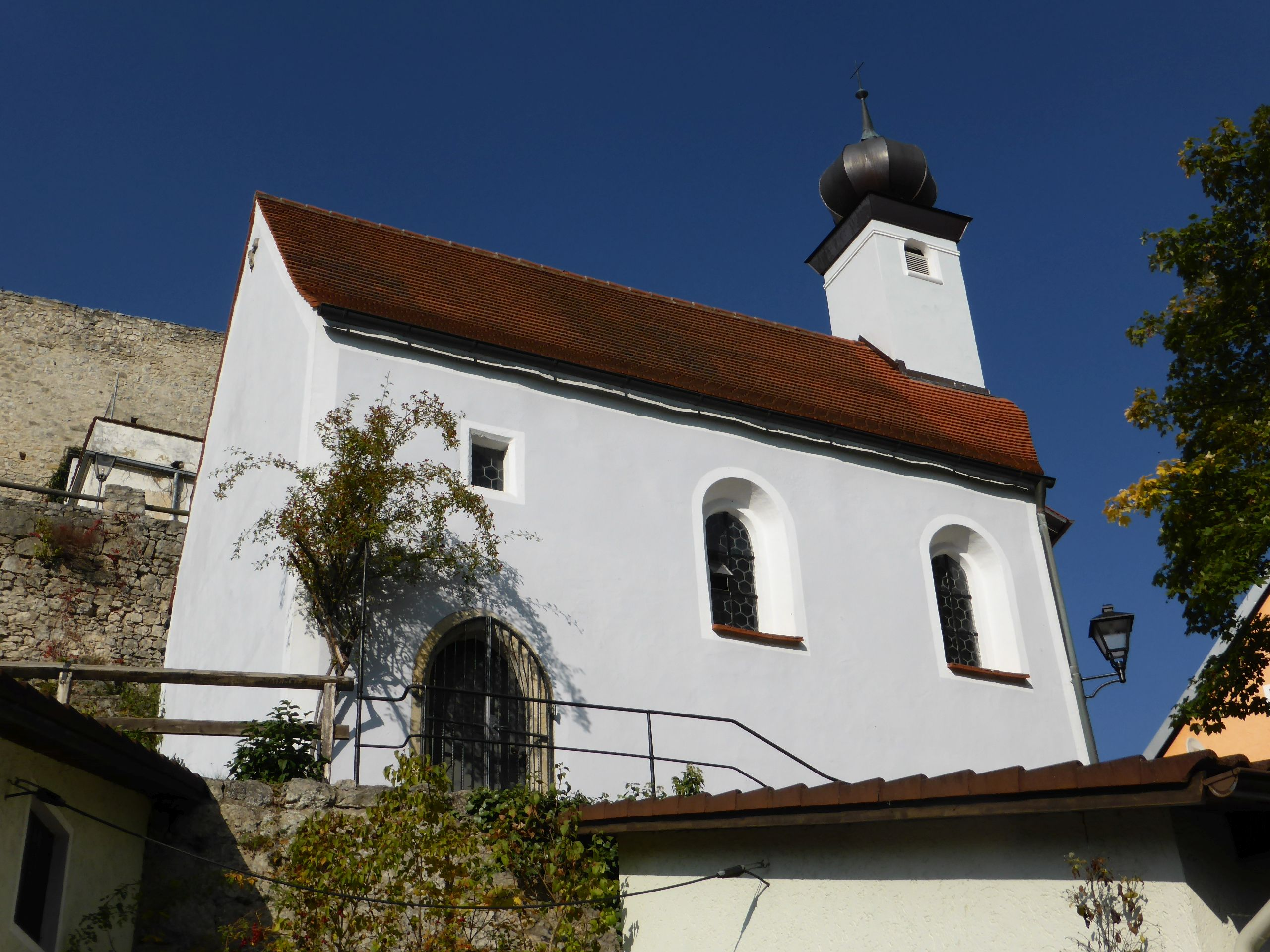
Burgkapelle St. Laurentius
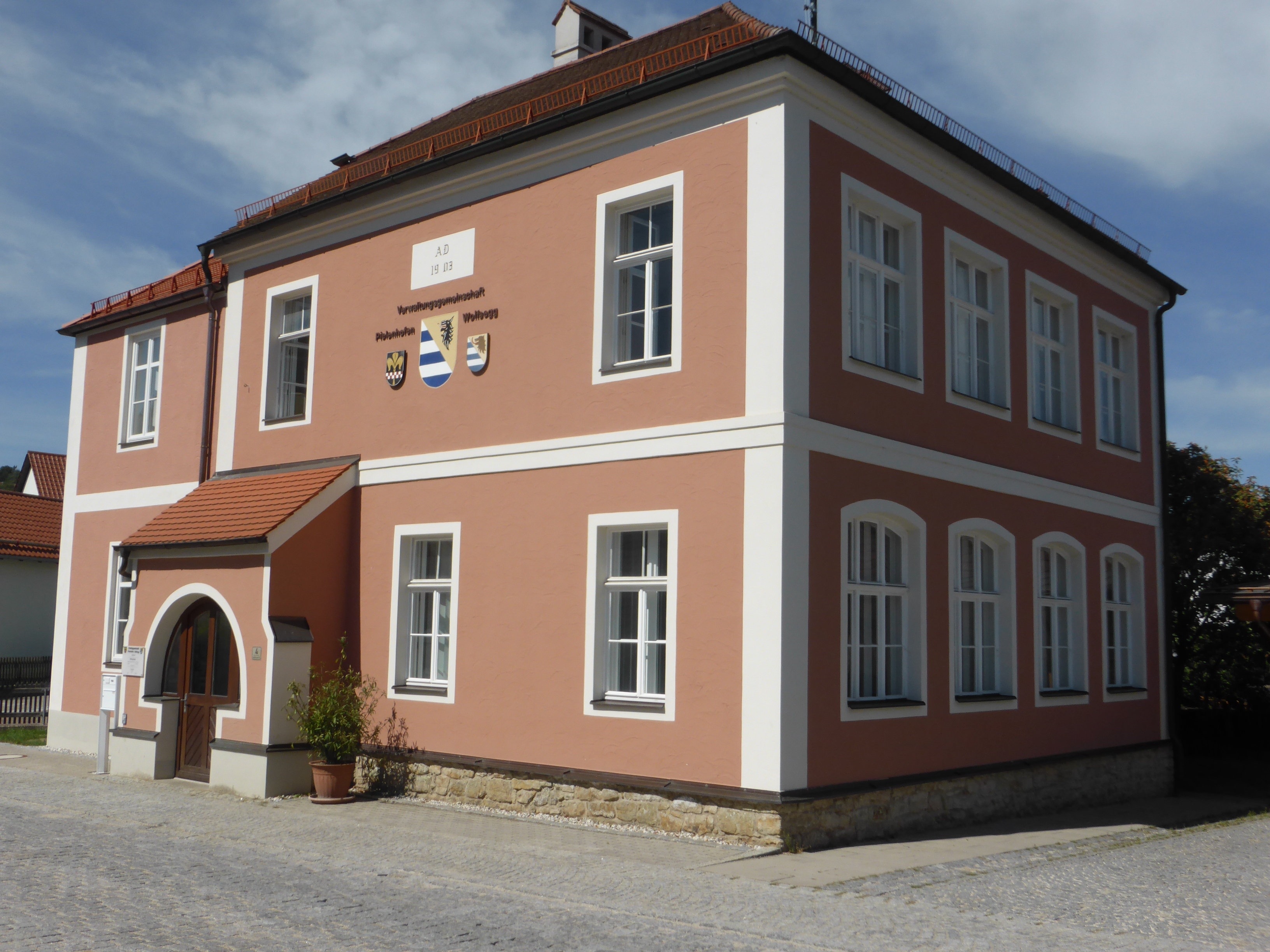
Gemeindekanzlei Wolfsegg-Pielenhofen

### Einwohnerentwicklung
Zwischen 1988 und 2018 wuchs die Gemeinde von 1120 auf 1533 Einwohner bzw. um 36,9 %.
| Jahr      | 1961 | 1970 | 1987 | 1991 | 1995 | 2000 | 2005 | 2010 | 2015 |
| --------- | ---- | ---- | ---- | ---- | ---- | ---- | ---- | ---- | ---- |
| Einwohner | 893  | 1027 | 1084 | 1180 | 1293 | 1418 | 1484 | 1518 | 1516 |

## Politik
- BLW: 7
- FW: 3
- CSU: 2

### Gemeinderat
Der Gemeinderat besteht aus dem Ersten Bürgermeister und zwölf gewählten Mitgliedern. Bei der Kommunalwahl vom 15. März 2020 haben von den 1.231 stimmberechtigten Einwohnern in der Gemeinde Wolfsegg, 930 von ihrem Wahlrecht Gebrauch gemacht, womit die Wahlbeteiligung bei 75,55 % Prozent lag.

### Bürgermeister
Bei der Kommunalwahl vom 15. März 2020 wurde Roland Frank (BLW) mit 76,48 % der Stimmen gewählt.

### Wappen
| Wappen der Gemeinde Wolfsegg | Blasonierung: „Schräg geteilt; oben in Gold ein schwarzer Wolfskopf mit roter Zunge, unten fünfmal geteilt von Silber und Blau.“ |
| Wappen der Gemeinde Wolfsegg | Das Wappen wird seit 1971 geführt.                                                                                               |

## Kultur und Sehenswürdigkeiten
Hauptsehenswürdigkeit ist die mittelalterliche Burg Wolfsegg mit Burgmuseum.

## Wirtschaft und Infrastruktur
In Wolfsegg gibt es einige Dienstleistungs-, Handwerks- und Handelsbetriebe. Die Nahversorgung ist ebenfalls gut gesichert.

### Öffentliche Einrichtungen
- Wertstoffhof

### Bildung
- Kindergarten
- Volksschule

### Medien
In der Gemeinde wird hauptsächlich die Mittelbayerische Zeitung gelesen. Im Gemeindegebiet können neben den überregionalen Programmen auch die Radiosender Radio Charivari, Radio Gong FM und der regionale Fernsehsender TVA empfangen werden.

## Persönlichkeiten
- Willi Seitz (* 1957 in Wolfsegg), Sänger der volkstümlichen Musik